# Pyrrhocoroidea
Pyrrhocoroidea è una superfamiglia cosmopolita di insetti Pentatomomorfi dell'ordine Rhynchota (sottordine Heteroptera).

## Descrizione
Gli insetti di questa superfamiglia sono morfologicamente affini ai Lygaeoidea. Il corpo è generalmente di dimensioni medio-piccole ed ha capo provvisto di grandi occhi e privo di ocelli, mesosterno carenato e urosterni dal secondo al sesto segmento addominale fusi.
Vi sono comprese forme con ali ben sviluppate e altre meiottere. Nelle forme alate la membrana delle emielitre ha le nervature anastomizzate alla base, con conseguente delimitazione di alcune cellule.

## Sistematica
La superfamiglia comprende oltre 500 specie ripartite in circa 80 generi. Si suddivide in due famiglie, quella dei Largidae e quella, più rappresentativa, dei Pyrrhocoridae.
Schemi tassonomici alternativi inseriscono Largidae e Pyrrhocoridae nella superfamiglia dei Lygaeoidea come famiglie distinte oppure come sottofamiglie dei Pyrrhocoridae in senso lato .